# Eleio
Eleio  (in greco antico Ἕλειος Hèleios) è un personaggio della mitologia greca ed il più giovane dei figli di Perseo e di Andromeda.

## Mitologia
Nato a Micene, fu un eroe del tempo che insieme ad Anfitrione dichiarò guerra all'isola di Tafo e dopo la conquista divise con Cefalo il luogo e il regno. 

Fra i suoi viaggi fondò Elo, situata nella Laconia ed in seguito divenne il capo degli Epei antrando in guerra contro Ossilo.

### Fonti
- Strabone, libro VIII, 363
- Pausania, Periegesi della Grecia, Libro III, 20,6
- Pseudo-Apollodoro, Libro II – 4, 4 e 7

### Moderna
- Luisa Biondetti, Dizionario di mitologia classica, Milano, Baldini&Castoldi, 1999, ISBN 88-8089-725-X.
- Anna Ferrari, Dizionario di mitologia, Litopres, UTET, 2006, ISBN 88-02-07481-X.
- Pierre Grimal, Enciclopedia della mitologia 2ª edizione, Brescia, Garzanti, 2005, ISBN 88-11-50482-1. Traduzione di Pier Antonio Borgheggiani